# 전정구
전정구(全綎九, 1932년 5월 15일~2019년 11월 3일)는 대한민국 법조인이자 정치인이다. 본관은 옥천이며, 전라북도 장수군 출생이다.

## 생애
서울대학교 상과대학 경제학과에서 학사 학위 취득하고 고등고시 행정/사법 양과에 합격하여 변호사로 일했다. 제8대 국회의원과 제10대 국회의원을 역임하였다.

## 학력
- 전주제일고등학교
- 서울대학교 상과대학 경제학과 학사
- 미국 조지 워싱턴 대학교 대학원 행정학 석사 수학 (재정정책 전공)

## 약력
- 고등고시 행정과, 사법과 합격
- 대한민국 재무부 예산국 근무
- 군 법무관
- 서울대학교 법대, 연세대학교 행정대학원 강사
- 재무부 세제심의위원회 위원
- 한일변호사협의회 회장
- 1971년 ~ 1972년 : 제8대 국회의원 (민주공화당)
- 1979년 ~ 1980년 : 제10대 국회의원 (유신정우회)

## 역대 선거 결과
|  | 48.8% |

|  | 0% |